# 岡田裕介
岡田 裕介（おかだ ゆうすけ、本名︰岡田 剛（おかだ つよし）、1949年5月27日 - 2020年11月18日）は、日本の実業家、映画プロデューサー。東映代表取締役グループ会長、ティ・ジョイ代表取締役社長、テレビ朝日ホールディングス社外取締役を務めた。1970年代には俳優として活躍したことでも知られる。

## 人物
京都市出身。父は岡田茂（東映社長・会長を経て最晩年は名誉会長）。妹は高木美也子（コメンテーター、日本大学総合科学研究所教授）。声優・ナレーターの政宗一成ははとこ。
子供の頃の遊び場は東映京都撮影所（以下、東映京都）で、東映京都は子煩悩な役者が多く、片岡千恵蔵や萬屋錦之介、大友柳太郎、伏見扇太郎らによく可愛がってもらった。役者のお供でロケに行くことも多かったという。1961年9月、父の東映東京撮影所所長による転勤で、京都の小学校の卒業間際に東京へ家族で引っ越す。1964年2月、父がまた東映京都所長に転任したが、京都に行くことを拒否し、以降は東京で育つ。千代田区立番町小学校を卒業。東京都立日比谷高等学校卒業後、浪人生活を経て、慶應義塾大学商学部商学科入学。大学1年の夏休みに、遊びに行っていた京都のクラブで飲んでいた際、プロデューサーの逸見稔に横顔のよく似た石坂浩二と間違われてスカウトを受けた。逸見と父親の岡田茂とはそれ以前から仕事上の付き合いがあり、父親の了解を得て俳優デビューした。
俳優としては主に東宝の青春映画で注目を浴びたが、東宝が自社製作を大幅縮小した頃よりプロデューサーに転向した。東映作品との関りは1970年の東映制作のテレビドラマ『江戸川乱歩シリーズ 明智小五郎』（東京12チャンネル）に 小林少年役で出演したのが最初だが、東宝の『赤頭巾ちゃん気をつけて』で主演が決まり、「『江戸川乱歩シリーズ 明智小五郎』を降ろして下さい」と頼んだら、泊懋テレビ部プロデューサーに「そんな馬鹿な話があるか！」と怒鳴られ、出演は続けた。『赤頭巾ちゃん気をつけて』では、自身の実際の一学年下の日比谷高生を演じた。1978年の『宇宙からのメッセージ』から東映にプロデューサーとして関わり始め、『ガラスの中の少女』をプロデュースした後、東映に入社した。
父親が東映社長であったこともあるが、東宝俳優出身で東映トップにのぼりつめた珍しい経歴の主であり、プロデューサーとしても旧知の東宝監督を東映作品に招聘するなどしている。2002年に非創業家出身者としては珍しく父親の後を継いで東映社長に就任した。
黒澤明、デビッド・リーン、テオ・アンゲロプロスを「20世紀を代表する三大映画監督」に挙げ尊敬していた。アンゲロプロスの遺作となった『エレニの帰郷』は死後もしばらく日本公開の目途がついていなかったが、それを知った岡田は公開されることを強く希望し、2014年に自ら東映で配給している。

## 来歴
1949年5月27日
京都市に生まれる。
1968年
東京都立日比谷高等学校卒業。
1969年
スカウトされ、テレビドラマ『レモンスカッシュ4対4』（NET）でデビュー。
1970年
『赤頭巾ちゃん気をつけて』（監督：森谷司郎、東宝）で、「日比谷高生の庄司薫クン」役を演じるが、岡田も上記の様に同高校を卒業しており、役は一つ下の学年に当たる。
以後も、エリート高級官僚の息子役を演じた『初めての旅』（東京映画）まで、森谷司郎監督作品に主に出演。
同年、エランドール新人賞受賞。
1973年
慶應義塾大学商学部卒業。前年から同年にかけて岡本喜八監督の二部作『にっぽん三銃士 おさらば東京の巻』『にっぽん三銃士 博多帯しめ一本どっこの巻』で主演トリオの一人を務める。
1974年
岡本喜八の自主製作作品『吶喊』で、演出に専心したい岡本から指名を受けて主演兼任でプロデューサーを任される。喜八プロとATGの超低予算による戦争時代劇という困難な仕事をやりおおせた。この作品を機に徐々に俳優の仕事を減らし、以降は、主にプロデューサー業に転じた。
1988年11月
東映に入社。
1990年
東京撮影所長（のちに取締役、常務取締役）。
2001年
シネコンを運営するティ・ジョイ社長に就任。
2002年6月
東映社長に就任。
2007年
内閣官房「美しい国づくり」企画会議委員を務めた（同年9月21日解散）。
他に、テレビ朝日ホールディングス、北海道テレビ放送、東映アニメーション、東映ラボ・テックなどの取締役、シーズ・シネマズの代表取締役会長を務める。また、秋田経済法科大学（現：ノースアジア大学）総合研究センター客員教授、政府の海外交流審議会委員等も務めている。
2014年4月
東映グループ会長に就任。
2020年11月18日
22時58分、急性大動脈解離の為東京都内の病院で死去。71歳没。死去は東映が11月20日に公表した。死去当日も通常通り午前中は出社。午後に自宅にて自ら発案し、2021年5月21日に公開で吉永小百合が主演を務める映画『いのちの停車場』の打合せ中に急に倒れ、病院に運ばれたがそのまま帰らぬ人となった。生涯独身であった。

## 出演（俳優時代）
1969年
『レモンスカッシュ4対4』（NET） - デビュー作
1970年
『江戸川乱歩シリーズ 明智小五郎』（東京12チャンネル） - 小林芳雄
『赤頭巾ちゃん気をつけて』（東宝） - 庄司薫
1971年
『初めての旅』（東京映画）
『二人だけの朝』（東宝） -
1972年
『白鳥の歌なんか聞えない』（東宝） - 庄司薫
『初めての愛』（東宝） - 加藤悠一
『にっぽん三銃士 おさらば東京の巻』（東宝）
『赤ひげ』第5話「三度目の正直」（NHK）
1973年
『しなの川』（松竹） - 沖島雄介
『戦争を知らない子供たち』（東宝）- ノンクレジット
『にっぽん三銃士 博多帯しめ一本どっこの巻』（東宝）
1974年 ~ 1975年
『鳩子の海』（NHK） - 榊原清久
1974年
『しあわせ』（東宝） - 南信隆
『女・その愛のシリーズ』「雁」（NET）
1975年
『吶喊』（喜八プロ / ATG） - プロデューサー兼主演
『実録三億円事件 時効成立』（東映）
『TOKYO DETECTIVE 二人の事件簿』 第20話「義兄妹」（ABC / 大映テレビ） - 古賀剛
『影同心』 第28話「わたしが愛した殺し節」（MBS / 東映） - 儀平
1976年
『グッドバイ・ママ』（TBS） - 敬太
『夜明けの旗 松本治一郎伝』（東映）
1976年 ~ 1977年
『玉ねぎ横丁の花嫁さん』（NET） - 花丸五郎
1977年
『ビューティ・ペア 真赤な青春』（東映）
『Gメン'75』第130話「一卵性双生児殺人事件」（TBS）
『森村誠一シリーズ・腐蝕の構造』（MBS、東映） - 土器屋貞彦(プロデューサー兼任。)
『鳴門秘帖』（NHK） - 竹屋三位卿
1978年
『ブルークリスマス』（東宝）
『森村誠一シリーズ・人間の証明』（MBS、東映） - プロデューサー兼任。
1980年
『四季・奈津子』（東映） - 医師・沢木
1981年
『夢千代日記』（NHK） - 泰男
『ねらわれた学園』（角川春樹事務所）
1983年
『火曜サスペンス劇場』「青い幸福」（日本テレビ / 東映） - 下川幸太郎
1984年
『いけずごっこ』（NHK） - 高辻克行
1986年
『玄海つれづれ節』（東映） - 山岡駿介
『火宅の人』（東映）

## 映画プロデュース
吉永小百合主演作を中心に多数の作品を手掛けている。
1976年
『吶喊』（監督：岡本喜八）※ 主演兼任。プロデューサーデビュー作にして、超低予算の戦争時代劇という難しい仕事をこなした。
1978年
『宇宙からのメッセージ』（監督：深作欣二）
1980年
『動乱』（監督：森谷司郎）
1984年
『天国の駅 HEAVEN STATION』（監督：出目昌伸）※ 制作総指揮
1985年
『夢千代日記』（監督：浦山桐郎）
1986年
『玄海つれづれ節』（監督：出目昌伸）※ 脚本参加+出演兼任。
1988年
『ガラスの中の少女』（監督：出目昌伸）
1993年
『眠らない街 新宿鮫』（監督：滝田洋二郎）
1995年
『きけ、わだつみの声』（監督：出目昌伸）
1996年
『霧の子午線』（監督：出目昌伸）
1997年
『北京原人 Who are you?』（監督：佐藤純彌）
2001年
『千年の恋 ひかる源氏物語』（監督：堀川とんこう）
2005年
『北の零年』（監督：行定勲）※ 製作総指揮
2008年
『まぼろしの邪馬台国』（監督：堤幸彦）※ 製作総指揮
2011年
『手塚治虫のブッダ -赤い砂漠よ!美しく-』（監督：森下孝三）※ 製作
2018年
『青夏 きみに恋した30日』（監督：古澤健）
2020年
『いのちの停車場』（監督：成島出）※ 製作総指揮

## その他のプロデュース
1979年
『野性の証明』（毎日放送）
『白昼の死角』（毎日放送）

## ディスコグラフィ

### シングル
| 発売日             | 規格               | 規格品番           | 面                 | タイトル           | 作詞               | 作曲               | 編曲               |
| ビクター・レコード | ビクター・レコード | ビクター・レコード | ビクター・レコード | ビクター・レコード | ビクター・レコード | ビクター・レコード | ビクター・レコード |
| ------------------ | ------------------ | ------------------ | ------------------ | ------------------ | ------------------ | ------------------ | ------------------ |
| 1973年             | EP                 | SV-2337            | A                  | 旅立ちの朝         | 千家和也           | 吉田正             | 寺岡真三           |
| 1973年             | EP                 | SV-2337            | B                  | 明日の天気         | 千家和也           | 吉田正             | 寺岡真三           |

### アルバム
- 雨（1971年11月1日、ポリドールレコード、MR-2206）
  - 小椋佳のアルバム。
  - 岡田は、ジャケット、ナレーションに参加。